# Peter Augustsson
Sven Peter Mikael Augustsson, född 2 mars 1955, är en svensk företagsledare. Han var verkställande direktör och styrelseordförande för Saab 2000–2005 samt vice president för General Motors europeiska verksamhet. Som VD efterträddes han av Jan-Åke Jonsson och som styrelseordförande tog Carl-Peter Forster över.

## Biografi
Augustsson blev 1978 civilingenjör i maskinteknik vid Chalmers tekniska högskola. Han blev känd som projektledare på Volvo Personvagnar för den omfattande satsning som 1991 ledde fram till lanseringen av modellprogrammet Volvo 850. 1995–1998 var han VD och koncernchef för SKF, varifrån han rekryterades till Saab. Sedan 2005 driver han en egen konsultverksamhet inom affärsutveckling.
Sedan april 2009 är Augustsson ledamot av styrelsen för Vizada Group AS, ett norskt företag världsledande inom global satellitkommunikation. Han är även VD för Vizada Vsat AS. Han har lämnat de flesta andra operativa roller i andra företag men behåller både investeringar och styrelseposter i flera företag, däribland Smoltek AB.
Augustsson är sedan 1997 ledamot av Ingenjörsvetenskapsakademien.